# Elisabeth Kronseder
Elisabeth Kronseder (* 14. Februar 1890 in Braunschweig; † 29. November 1990 in Friesing) war eine deutsche Bildhauerin und Malerin.

## Leben
Elisabeth Niemeyer wurde 1890 in Braunschweig als Tochter des Optikers Fritz Niemeyer geboren und wuchs gemeinsam mit ihrer Schwester in einem großbürgerlichen Elternhaus auf. Der Vater unterstützte die künstlerischen Interessen seiner Töchter. Elisabeth wandte sich zunächst der Musik zu und ließ sich von Hofkapellmeister Hermann Riedel im Klavierspiel unterrichten. Gemeinsam mit dem eng befreundeten Maler Götz von Seckendorff erhielt sie in Worpswede bei Fritz Mackensen Mal- und Zeichenunterricht. Mit von Seckendorff ging Kronseder auch gemeinsam nach Florenz, wo sie der Bildhauer Jakob Hofmann in der plastischen Gestaltung unterwies. Im Jahr 1910 heiratete sie den 28 Jahre älteren Altphilologen und Schuldirektor Otto Kronseder († 1942) und zog mit ihm nach München. Die drei Kinder des Paares wurden 1912, 1914 und 1919 geboren. Zum Münchner Freundeskreis zählten die Schriftsteller Ludwig Ganghofer und Ludwig Thoma sowie der Architekt und Künstler Richard Riemerschmid. Einem kurzen Aufenthalt in Braunschweig zu Beginn des Ersten Weltkriegs folgte 1916 ein Wechsel nach Rosenheim, wo Otto Kronseder eine Stelle als Schuldirektor antrat. Nach der Rückkehr nach München im Jahr 1921 unterrichtete er am dortigen Maximiliansgymnasium. Der dem Münchner Bekanntenkreis angehörende Bildhauer Karl Knappe brachte Elisabeth Kronseder letztendlich zur Bildhauerei, so dass sie sich zum Wintersemester 1922/1923 an der Akademie der Bildenden Künste für dieses Fach bei Bernhard Bleeker einschrieb. Aufgrund einer Krankheit ihrer drei Kinder musste sie das Studium aufgeben, konnte ihre künstlerische Laufbahn jedoch fortsetzen. Ihre Plastiken  wurden in den Ausstellungen der Münchener Neuen Secession in der zweiten Hälfte der 1920er und zu Beginn der 1930er Jahre gezeigt. Im Jahr 1925 wurde ihr bildhauerisches Werk im Landesmuseum Münster ausgestellt.
Die 1930er Jahre brachten für Elisabeth Kronseder einen Rückzug ins Familienleben. Die Familie zog 1933 von München auf den im Landkreis Rosenheim gelegenen Peterhof am Samerberg, den sie bereits 1917 als Ferienhaus erworben hatte. Während des Zweiten Weltkriegs betreute Kronseder Waisenkinder und Kinder von Kriegsversehrten. Von 1950 bis 1966 leitete sie ein Kinderheim.
Kronseders vielfach religiös geprägtes Œuvre entstand überwiegend in Friesing am Samerberg und umfasst rund 200 große Skulpturen und 1000 Kleinplastiken in Holz, Bronze und Stein sowie 2000 Bilder, wie z. B. Gemälde mit Landschafts- und Blumenmotiven, Radierungen und Zeichnungen, darunter Porträts von Kindern der Umgebung am Samerberg.
Elisabeth Kronseder wurde mit der Ehrenbürgerwürde der Gemeinde Samerberg und mit dem Bundesverdienstkreuz am Bande geehrt. Sie starb im Alter von 100 Jahren im November 1990.

## Werke (Auswahl)
- Büste des Archäologen Robert Koldewey (1926)
- Büste des Assyriologen Friedrich Delitzsch (1926)
- Taufstein (Marmor) der Jakobikirche in Rotenburg an der Fulda[4]
- Skulptur Wasser-Kathi am Kneippbecken des Kurgartens, Prien am Chiemsee (1975–1980)
- Skulptur Konditorbube beim Café Heider, Prien am Chiemsee (1975–1980)

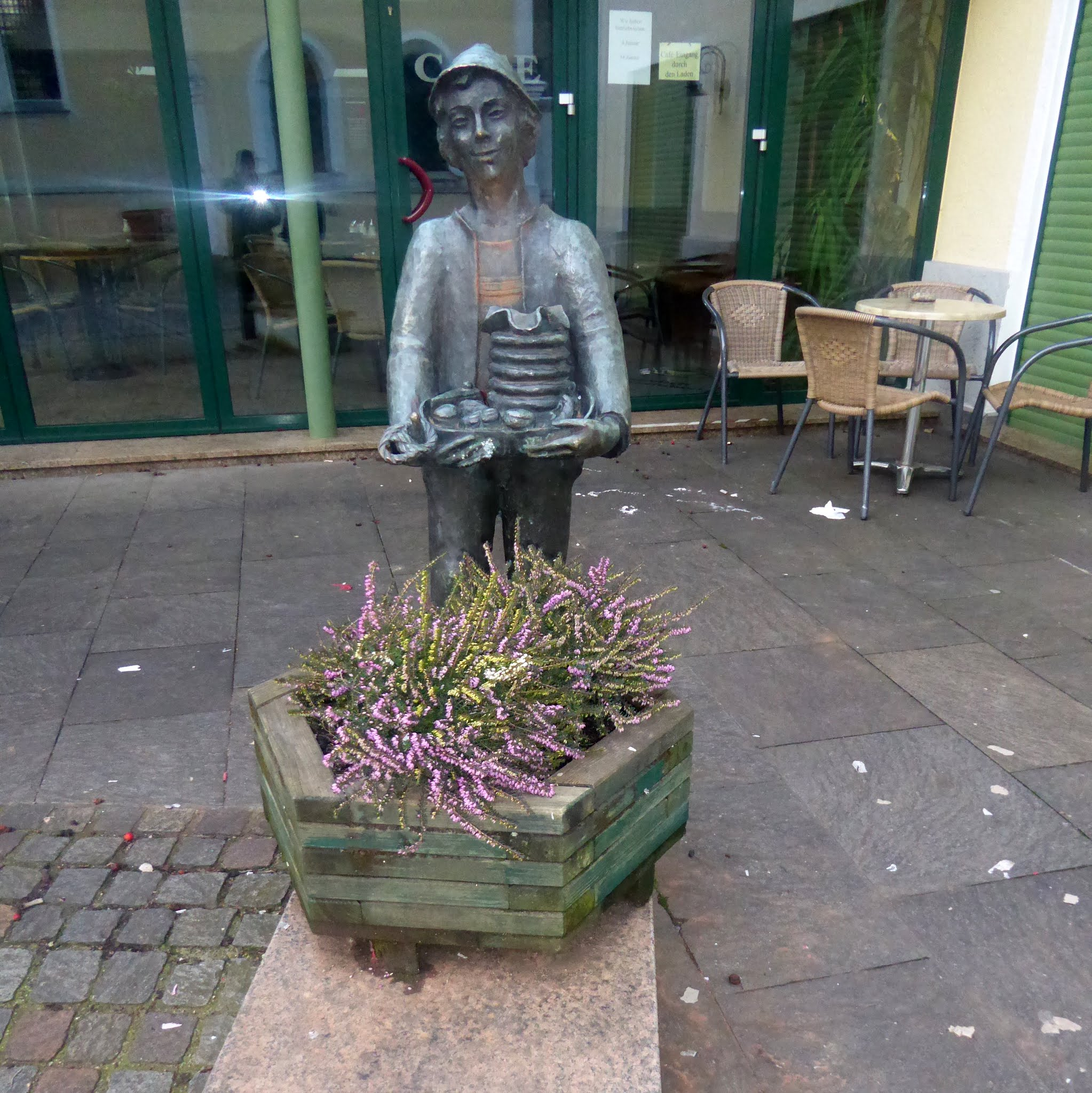
Konditorbube
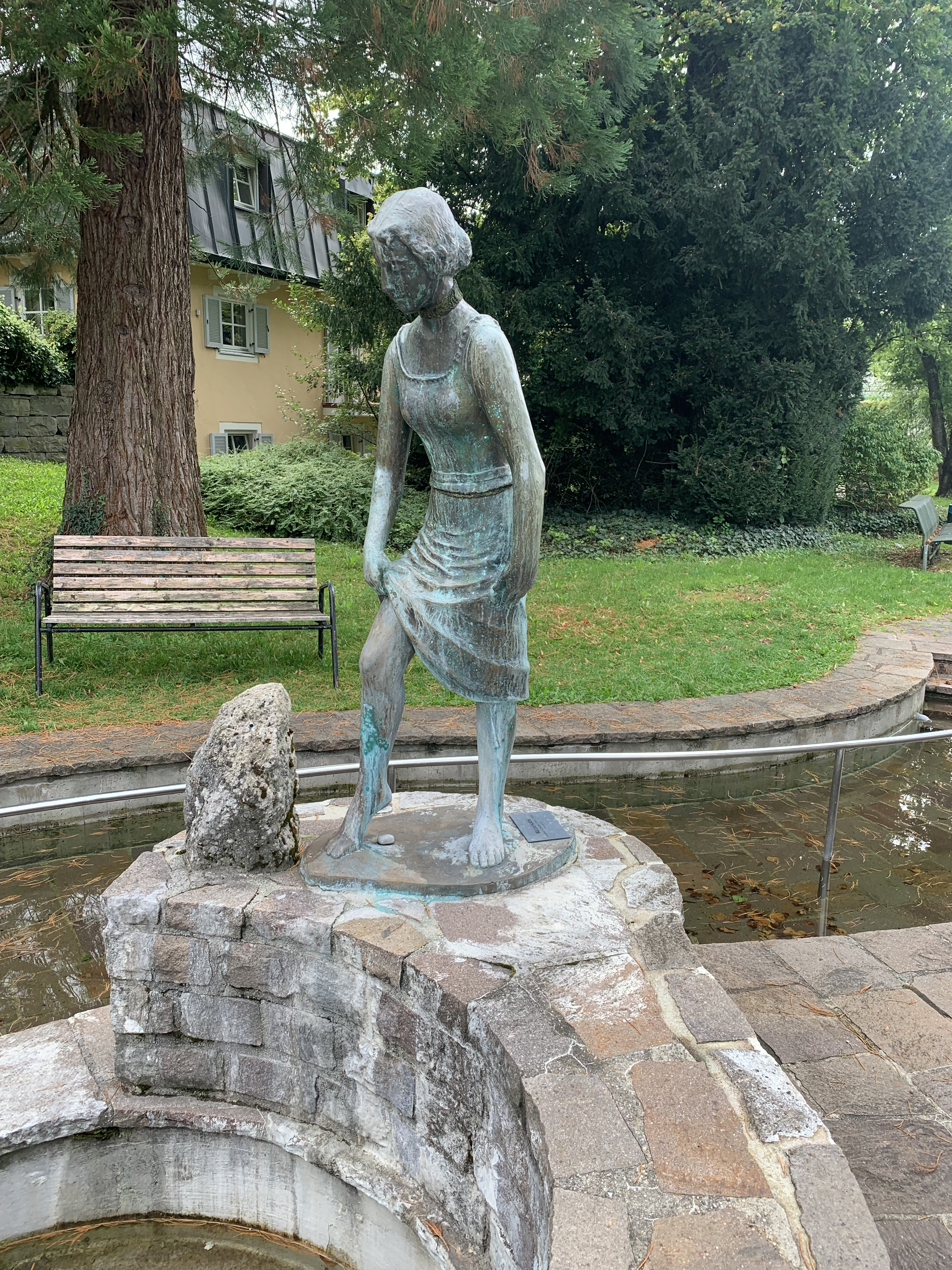
Wasserkathi